# Vortex ou le Visage de la Méduse
Pour plus de détails, voir Fiche technique et Distribution.
Vortex ou Le Visage de la Méduse (Το πρόσωπο της Μέδουσας (To Prosopo tis Médousas)) est un film grec réalisé par Níkos Koúndouros et sorti en 1977.
Le tournage commence en Crète en 1966. Mais, la dictature des colonels l'interrompt. Koúndouros part à l'étranger où il s'oppose activement à la dictature. Le tournage continue à Rome. Il n'est finalement achevé qu'en 1977 et projeté à Thessalonique lors d'un contre-festival parallèle à la compétition officielle.

## Synopsis
Sur une île grecque, trois hommes et une femme attendent un ami. Il n'arrive pas et le pire est craint : il aurait pu être assassiné. Le groupe se déchire, entre appétit sexuel et soupçon.

## Fiche technique
- Titre : Vortex ou Le Visage de la Méduse
- Titre original :  Το πρόσωπο της Μέδουσας (To Prosopo tis Médousas)
- Réalisation : Níkos Koúndouros
- Scénario : Níkos Koúndouros et Vangelis Goufas (el)
- Production : Níkos Koúndouros
- Directeur de la photographie : Karlheinz Hummel
- Musique : Yannis Markopoulos (en) et Vangelis (Aphrodite's Child)
- Montage : Giorgos Tsaoulis
- Pays d'origine : Grèce
- Durée : 90 minutes
- Date de sortie : 1977

## Distribution
Philippo Vlachos, Fanis Hinas (el), Alexis Mann, Hara Angelousi, George Willing, Assounda Arka, Jacqueline Blaire, Dimitris Coromilas, Yorgo Voyagis